# A.C. Sambonifacese
Associazione Calcio Sambonifacese là một câu lạc bộ bóng đá Ý đến từ San Bonifacio, Veneto.

## Lịch sử
Câu lạc bộ được thành lập vào năm 1921 với tên Associazione Sportiva Sambonifacese. Năm 1943, nó được đổi tên thành Associazione Calcio Sambonifacese.
Trong mùa giải 2007-08 của Serie D, Sambonifacese đứng thứ 3 tại Girone C, đủ điều kiện tham dự vòng play-off thăng hạng. Là đội chiến thắng trong trận playoff, đội đã giành được suất thăng hạng đặc biệt cho Serie C2, bây giờ được gọi là Lega Pro Seconda Divisione, là một trong 5 đội hàng đầu trong vòng playoff thăng hạng.
Trong mùa giải 2011-12, nó đã bị rớt hạng từ Lega Pro Seconda Divisione / A xuống Serie D.

## Màu sắc và huy hiệu
Màu sắc của đội là đỏ và xanh.